# Hydrocotyle grossularioides
Hydrocotyle grossularioides är en växtart i släktet Hydrocotyle och familjen araliaväxter.
Arten är en perenn ört eller halvbuske som är endemisk på ön Réunion. Den beskrevs av Achille Richard 1820.